# La cabra d'or
La cabra d'or o La llegenda de la cabra d'or, és una festa que se celebra des de 2010, la segona setmana d'agost al poble de Moià. Durant aquesta festa de dos dies, Molà es transforma en una vila del segle xiv. S'inspira d'una antiga llegenda popular, que té tots els elements d'una opereta: un dolent, noble tirà feudal, una donzella, un jove enamorat i una cabra d'or amb poders màgics. Va ser creada per un grup que trobava que faltava a la festa major una celebració «arrelada al poble i al país».

## Llegenda
L'any 826 el noble Aissó va rebel·lar-se a la Plana de Vic contra els comtes Francs que governaven Catalunya. Els rebels d'Aissó varen assolar tota la Catalunya Central deixant pràcticament despoblades les actuals comarques del Bages, Moianès, Berguedà i Osona.
El rei Franc va enviar en contra seva un gran exèrcit comandat pel governador franc del comtat de Barcelona, Bernat de Septimània, que va arraconar els revoltats. Aissó va demanar ajuda a l'emir de Còrdova, que li va enviar un gran tresor per finançar la revolta. El tresor, però, no va arribar a temps. L'agost de 829 les forces d'Aissó, derrotades i perseguides pels soldats de Bernat de Septimània, varen arribar a Moià amb el temps just de refugiar-se a la vella torre de Clarà, on van enterrar el gran tresor que se'ls havia fet arribar, i després fugir. Els més vells de Moià explicaven que, a més de grans quantitats de monedes d'or, l'emir de Còrdova havia enviat: una cabra d'or que conferia a qui la posseís una força sobrehumana i una virilitat fora de mesura.
Com a vassall del rei, Pere de Planella, ha d'acompanyar-lo en els seus viatges i per això passa gran part del seu temps lluny del seu castell. Quan això passa, deixa com a governador de Castellnou el seu mig germà: Guil·larà de Planella, personatge malcarat, violent i sobretot envejós.
Bernat de Prat Sobirà és un dels pocs pagesos lliures que queden a Moià. Quan Planella va comprar el terme, ell va quedar-ne exclòs, ja que el rei, segles enrere, per recompensar els serveis d'un avantpassat seu, li havia concedit la plena possessió, sense possibilitat de cap altre domini. Per altra part, Dolça de Casals és la donzella més bonica de la comarca i s'ha compromès en matrimoni amb en Bernat. Per poder casar-se han de complir un tràmit: com que els Casals estan sota domini dels Planella, per poder contraure matrimoni necessiten el seu permís i això té una implicació molt greu: els Planella tenen el dret de cuixa.
Els diumenges al matí, en sortir de missa, els Planella tenen per costum atendre les peticions dels vilatans. Cada diumenge doncs, a la porta de l'església, Pere o Guil·larà de Planella s'asseuen a la seva cadira rodejats dels seus guàrdies personals per escoltar les demandes dels seus súbdits.
Aquell dia el pare de Dolça i els dos promesos varen anar a demanar la llicència per contraure matrimoni. Guil·larà no hi va posar cap inconvenient però, veient com era de bonica la noia, va exigir poder gaudir del dret de cuixa. Tant el pare com el promès s'hi varen oposar, ja que aquest dret gairebé cap noble el feia servir pel greuge que això representava per les famílies.
Guil·larà, però, es va mantenir ferm. No podia de cap manera deixar escapar la possibilitat de passar una nit amb la noia més bonica que hi havia a la contrada. Per evitar, però, un possible conflicte va oferir al promès de la noia una possibilitat per renunciar a aquell dret: Guil·larà sospitava que el seu germanastre havia trobat el tresor d'Aissó i la cabra d'or i ell volia també gaudir de les propietats màgiques que conferia la cabra al seu posseïdor, especialment el do de la virilitat, ja que la natura l'havia dotat d'un membre més aviat escarransit. Si en Bernat anava a les runes de Clarà, trobava i li lliurava la cabra d'or, ell renunciaria a posseir la noia. Mentrestant, però, Dolça estaria presonera a Castellnou i només seria alliberada quan Bernat li entregués la cabra d'or.
Bernat, els seus germans i tots els mossos de casa seva van dirigir-se a les runes de Clarà a la recerca de la cabra d'or. Van remoure totes les pedres fins que la varen trobar. Allà, en un soterrani fosc i humit, a sobre d'una roca hi havia la cabra.
El diumenge següent, a la plaça, davant de tot el poble, Bernat va lliurar la cabra d'or a Guil·larà de Planella però aquest no va complir la seva paraula. Protegit pels seus mercenaris va marxar cap a Castellnou dient a Bernat que no es preocupés, que ja li tornaria la noia una vegada hagués provat amb ella les virtuts miraculoses de la cabra d'or. Bernat, davant el que li havia fet Guil·larà de Planella, va jurar venjança.

## Com se celebra a Moià
La festa se celebra la segona setmana d'agost a la Plaça Major. Comença amb una representació teatral a la nit del dijous, que servirà de fil conductor durant els dos dies. S'hi combina teatre, dansa, música i gastronomia.